# Шувалов, Юлий Авраамович
Юлий Авраамович Шувалов — директор ММИ с 26 мая 1948 года по 12 октября 1953 года. Автор около 40 научных работ и учебных пособий.

## Биография
Инженер-механик, с 1932 г. вел научно-педагогическую работу в различных технических вузах.
В 1941—1942 гг. работал деканом факультета в Московском станкостроительном институте.
В период с 1942 по 1944 г. работал директором Московского вечернего машиностроительного института.
На период его руководства ММИ выпали большие перемены — в 1951 г. вышло постановление Правительства о сосредоточении в ММИ всех инженерно-физических факультетов и о переводе из ММИ факультетов конструкторского и технологического профиля. Работу по реорганизации института и возглавил Ю. А. Шувалов и его заместитель по учебной работе М. В. Дубровин. После 1948 г. в институте при Ю. А. Шувалове за пять лет был создан ряд новых кафедр, определивших направления подготовки специалистов в МИФИ в будущем: кафедра разделения изотопов; экспериментальных методов ядерной физики; физики быстропротекающих процессов; электронных вычислительных машин.
С деятельностью Ю. А. Шувалова связана также организация вечернего факультета института и ряда отделений в атомных центрах страны.
Кроме того, в период с 1948 г. по 1953 г. был членом Пленума Щербаковского РК КПСС и депутатом районного Совета Щербаковского района гор. Москвы.